# Thăng Hưng
Thăng Hưng là một xã thuộc huyện Chư Prông, tỉnh Gia Lai, Việt Nam.
Xã Thăng Hưng có diện tích 38 km², dân số năm 2002 là 4.813 người, mật độ dân số đạt 127 người/km².